# Мереке (Таскалинський район)
Мереке́ (каз. Мереке) — село у складі Таскалинського району Західноказахстанської області Казахстану. Адміністративний центр Мерекенського сільського округу.
У радянські часи село називалося Підтяжки.
Населення — 680 осіб (2021; 730 у 2009, 712 у 1999, 678 у 1989).